# Incidente de Carabanchel
Se conoce con el nombre de incidente de Carabanchel a los hechos acaecidos el 27 de junio de 1932 en el campamento de Carabanchel, donde a la sazón se encontraban los alumnos de las academias militares para realizar un ejercicio conjunto, a los que se les unieron los tres Regimientos de Infantería de guarnición en Madrid. Tuvo lugar durante el primer bienio de la Segunda República Española.

## Hechos

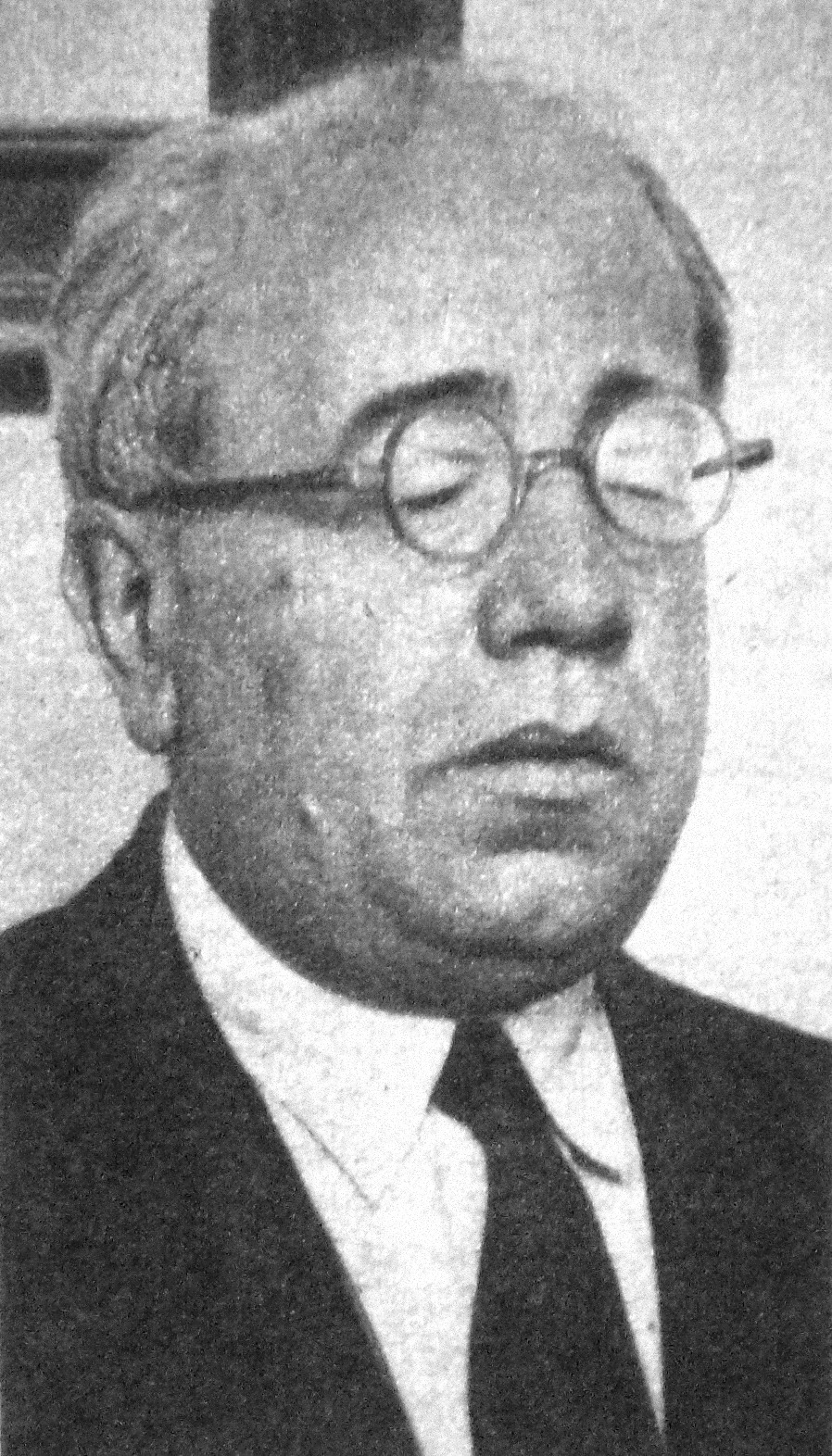
Manuel Azaña, entonces ministro de la Guerra, destituyó a los generales implicados.

Sin el conocimiento del ministro de la Guerra, Manuel Azaña, fueron trasladados a Carabanchel tres regimientos de infantería de la guarnición de Madrid, formalmente, para confraternizar con los cadetes por orden del general Villegas, jefe de la I División Orgánica. Después del desfile pronunciaron discursos los generales Caballero, Villegas y Goded. Estos discursos fueron críticos con la Reforma militar de Manuel Azaña y con el proyecto de Estatuto para Cataluña que se estaba debatiendo en las Cortes en aquel momento.
El general Caballero, jefe de la Brigada de Infantería, se refirió al «momento difícil» por el que atravesaba el Ejército y a que el Estatuto catalán ponía en peligro la integridad de la Patria. Por su parte el general Villegas, más comedido en la crítica a la política militar y autonomista del gobierno, terminó su intervención con un «¡Viva España!» y no con el obligado «¡Viva la República!». Por último intervino el jefe del Estado Mayor del Ejército, el general Goded —al que no le correspondía en principio hablar, puesto que estaba allí como invitado especial y extraoficial— que terminó su discurso con la frase: «¡Viva España! Y nada más», omitiendo de nuevo el preceptivo «¡Viva la República!». Entonces el teniente coronel Julio Mangada, que ya durante los discursos había mostrado claramente su disconformidad con ellos, permaneció sentado y no contestó al viva de Goded, por lo que este se lo recriminó con dureza. Mangada le replicó, aunque el coronel jefe del Regimiento 1 de Infantería, Carlos Leret Úbeda, logró poner orden y llevarse a Mangada; las cosas empeoraron cuando el general Villegas ordenó el arresto de Mangada y este, exaltado, se quitó la guerrera y la gorra y las arrojó al suelo, al tiempo que exclamaba «Mirad cómo tratan a un jefe vuestro».
En opinión del coronel Carlos Leret Úbeda, esta acción de reunir a las tropas de las academias, con desfiles o discursos de matiz antirrepublicano entraba en un plan premeditado para crear descontento en el estamento militar, por cuanto no era la primera vez que se producía. Dos días antes el general Millán Astray se había presentado en la Escuela de Tiro de Carabanchel, pedido un caballo y hecho que se le rindieran honores.
Mangada, aunque fue procesado por estos hechos, fue absuelto. Las investigaciones realizadas permitieron poner al descubierto los compromisos de diversos mandos militares con movimientos conspirativos contrarios a la República que culminarían en la llamada Sanjurjada el 10 de agosto de ese mismo año.
El incidente tuvo como consecuencias las destituciones de Goded, Villegas y Caballero por parte de Azaña, a pesar de la no muy buena opinión que gastaba el entonces ministro de la Guerra del carácter del teniente coronel Mangada y de que el propio Azaña no calificara los hechos como delito o acto de indisciplina sino como simple «falta», «indiscreción» o «torpeza». Existe también la versión, defendida por el propio Goded, de que en su caso fue él mismo el que presentó su dimisión, para compartir la suerte de sus dos compañeros.
Los tres puestos vacantes fueron ocupados por los generales Carlos Masquelet, Virgilio Cabanellas Ferrer y Manuel Romerales Quintero.